# Discogobio microstoma
Discogobio microstoma är en fiskart som först beskrevs av Mai, 1978.  Discogobio microstoma ingår i släktet Discogobio och familjen karpfiskar. IUCN kategoriserar arten globalt som otillräckligt studerad. Inga underarter finns listade i Catalogue of Life.